# 北アイルランド鉄道

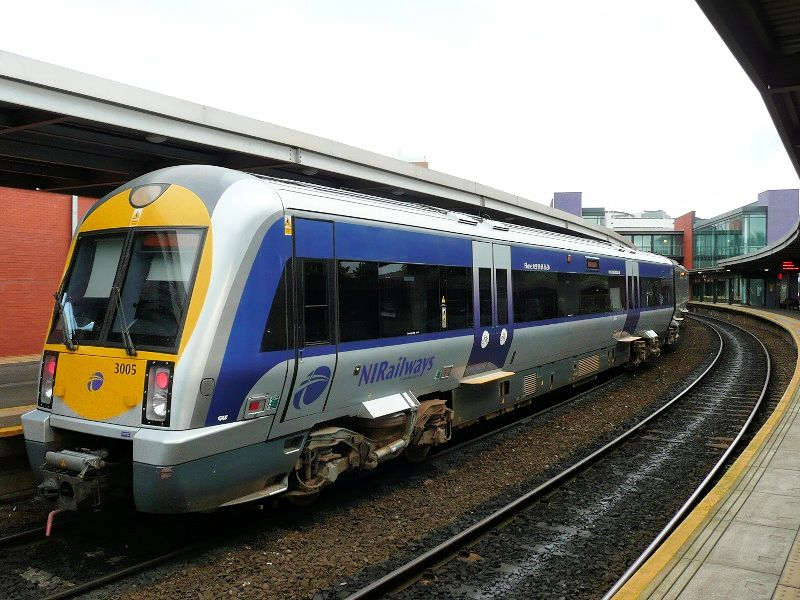
ベルファスト・セントラル駅に停車中の列車

北アイルランド鉄道（Northern Ireland Railways）は、イギリス・北アイルランドの鉄道事業者である。首都ベルファストを中心に、現在5つ国内路線を運営している他、アイルランド共和国のアイルランド国鉄と共同で、ベルファスト - ダブリン間を走る国際列車エンタープライズの運行も行っている。
全区間非電化で、軌間は1,600mmの広軌が使われている。イギリス本土の鉄道網とは独立しており、ナショナル・レールには属していない。

## 歴史
1948年から北アイルランドの鉄道・バスを運営していたアルスター交通局の事業分割により、1968年に成立した。

## 路線
- ベルファストGVS - ニューリー
- ベルファストGVS - ロンドンデリー
- ベルファストGVS - ラーン・ハーバー
- ベルファストGVS - バンガー
- コールレイン - ポートラッシュ
- ベルファスト・セントラル - ダブリン・コノリー （エンタープライズ）